# Han Ploča
Han Ploča je naseljeno mjesto u općini Kiseljak, Federacija Bosne i Hercegovine, BiH.

## Stanovništvo

### 1991.
Nacionalni sastav stanovništva 1991. godine, bio je sljedeći:
ukupno: 435
- Muslimani - 259
- Srbi - 101
- Hrvati - 45
- Jugoslaveni - 18
- ostali, neopredijeljeni i nepoznato - 12

### 2013.
Nacionalni sastav stanovništva 2013. godine, bio je sljedeći:
ukupno: 371
- Bošnjaci - 216
- Hrvati - 89
- Srbi - 65
- ostali, neopredijeljeni i nepoznato - 1